# 가쿠시 내친왕 (1213년)
카쿠시 내친왕(일본어: 覚子内親王 かくしないしんのう[*], 겐포 원년 (1213년) - 고안 8년 8월 23일 (1285년 9월 23일))은 가마쿠라 시대의 황족이자 여원이다. 츠치미카도 천황의 황녀이고, 어머니는 미나모토노 미치무네의 딸인 미치코이다. 여원호는 오기마치인 (正親町院)이다.

## 생애
9살이 되던 해에, 아버지가 조큐의 난으로 인해 토사국에 유배되었고, 간기 2년 (1230년) 18세가 되던 해에 언니 슌시 여왕의 사망을 계기로 출가하여 법호를 신뇨카쿠(真如覚)로 하였다. 동복동생인 고사가 천황이 즉위하자, 간겐 원년 (1243년) 4월 27일에 내친왕 선하 및 준삼궁 선하를 받았고, 같은 해 6월 26일에 원호 선하를 받았다. 고안 8년 (1285년)에 73세의 나이로 사망했다.